# Angustias Lara Sánchez
Angustias Lara Sánchez, más conocida como Maruja Lara (Granada, 11 de septiembre de 1917 - Valencia, 2003), fue una libertaria, feminista y sindicalista.

## Biografía
Cuando tenía seis años emigró con su familia al Brasil y después a Argentina.  Proclamada la Segunda República, volvieron a España. Con 14 años se afilió a las Juventudes Libertarias de Granada y a la CNT y posteriormente pasó a ser secretaria del Sindicato de la Limpieza de la CNT.
En septiembre de 1936 pudo huir de Granada y durante un tiempo luchó como miliciana en la Columna Maroto. Llegó a Valencia el 1937, donde se instaló e ingresó en el Sindicato de Enfermeras, para trabajar en el hospital número 1, situado cerca de las Torres de Quart. Ocupó el cargo de tesorera y secretaria de trabajo en el Comité Regional de Mujeres Libres, situado en la calle de la Paz. Entre sus compañeras y amigas se encontraban militantes como Amelia Torres, Lucía Sánchez Saornil, Suceso Portales, Carmen Pons, pero especialmente hizo amistad con Isabel Mesa. Cuando acabó la guerra, en marzo de 1939, Maruja Lara e Isabel Mesa subieron a un camión para ir a Almería y embarcar hacia Argelia, pero acabaron en el puerto de Alicante y fueron  trasladadas al campo de concentración de Albatera. Pudo escapar del campo de concentración y huir hacia Granada donde no encontró donde quedarse, por lo cual volvió a Valencia, y de aquí partió hacia Mallorca, Barcelona y de nuevo volvió a Valencia.
Con su amiga Isabel Mesa montaron en esta última ciudad un quiosco en el cual tenían escondida prensa clandestina, como Solidaridad Obrera y Fragua Social. En 1942 las amigas junto a otras compañeras libertarias crearon el colectivo Unión de Mujeres Demócratas (UMD), organización clandestina para ayudar las personas presas y solidarizarse con sus familias, entre otros fines. Durante la transición democrática participó en varios colectivos libertarios como Libre Estudio, la Federación de Pensionistas de la CNT, Ràdio Klara y el Ateneu Llibertari Al Marge.
El 1996 la CNT valenciana rindió un homenaje a Maruja Lara e Isabel Mesa.